# Таньский, Юзеф

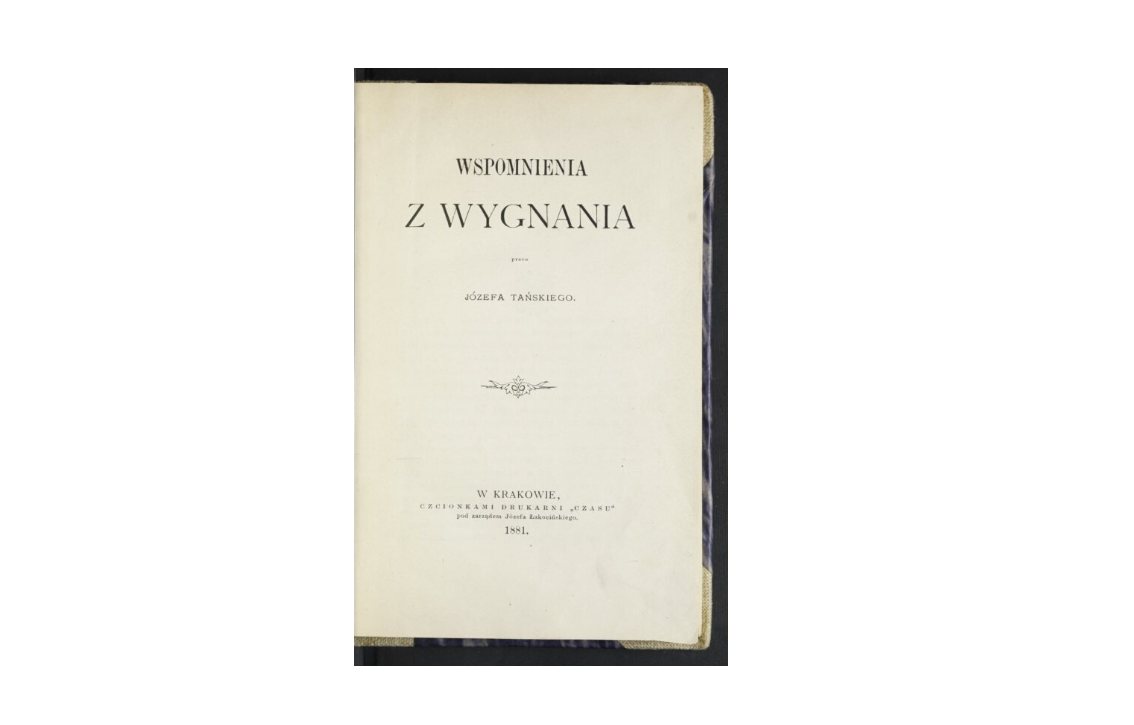
Воспоминания об изгнании. 1881 г.

Юзеф Таньский (пол. Józef Tański; 18 марта 1805 — 20 ноября 1888) — польско-французский журналист, публицист, редактор, участник Польского восстания (1830) и Крымской войны 1853—1856 годо́в.

## Биография
В 1830 году в чине офицера участвовал в Ноябрьском восстании в Польше.
Участник сражения при Грохове (1831), где познакомился и подружился с Александром Колонна-Валевским.
После подавления восстания эмигрировал во Францию. Вступил в чине капитана во Французский Иностранный легион. Сражался в Алжире и Испании. Участвовал в Крымской войне. Был начальником военной разведки Восточной армии Османской империи.
После окончания войны работал журналистом в Messager des Chambres, тридцать лет был соредактором журнала Journal des Débats. В 1870 году основал журнал Avenir Militaire. Сыграл большую роль во французской публицистике.
В октябре 1845 г. был натурализован.
Похоронен на Кладбище в Монморанси.
Автор нескольких воспоминаний об организации русской армии и Крымской войне.

## Избранные публикации
- L’Espagne en 1843 et 1844, lettres sur les moeurs, politique et sur la derniLre revolution de ce pays (1844)
- Tableau statistique, politique et moral du systLme militaire de la Russie (1833)
- Voyage autour de la chambre des deputes de France: histoire, description, tactique parlementaire … (1847)
- Holland House (1848)
- La Pologne devant l’Europe (1862)
- L’entrée des Russes à Paris et l’armée russe (1864)
- Souvenirs d’un soldat journaliste à Paris (1869)
- Wspomnienia z wygnania(1881)
- Cinquante années d’exil (1882)

## Награды
- Офицер Ордена Почётного легиона
- Орден Меджидие